# Nocebo

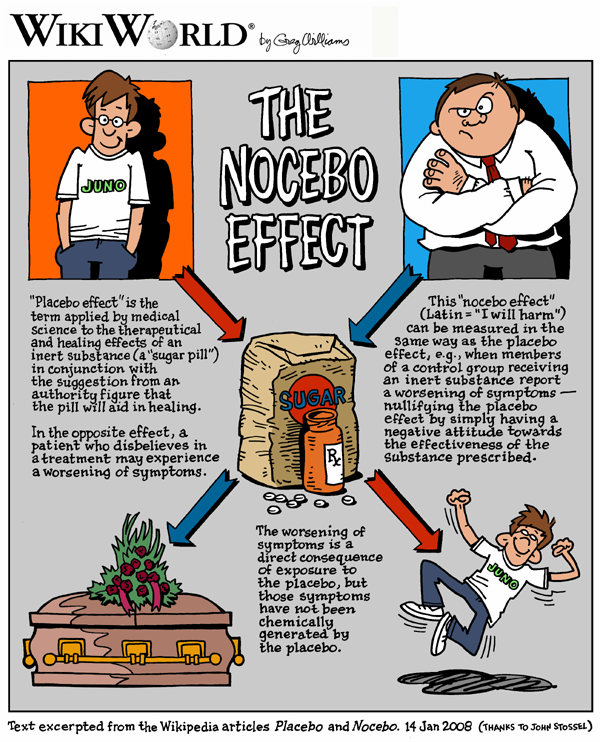
Quadrinho WikiWorld sobre "O Efeito Nocebo", que aborda reações negativas a tratamentos inertes devido às expectativas pessimistas do paciente, baseado nos artigos "Placebo" e "Nocebo".

Na sua aplicação original, nocebo tem significado muito específico nas áreas de saúde como medicina, farmacologia e psicofarmacologia, além de contribuir muito nas pesquisas em nosologia e etiologia das doenças. O termo é utilizado para designar reações (ou respostas) danosas, prejudiciais, desagradáveis ou indesejadas em um indivíduo como resultado da aplicação de uma droga inerte, onde estas reações não foram geradas por ação química ou física da mesma, mas pela crença e expectativa pessimistas do indivíduo de que a droga poderia causar efeitos indesejados. Nestes casos, não há nenhuma droga "real" envolvida, mas os efeitos adversos psíquicos (incluindo alterações comportamentais, afetivas e emocionais) e físicos são reais. Um exemplo "clássico" do efeito nocebo seria o da pessoa morrendo de medo após ser picada por uma cobra não venenosa.

## O Termo Nocebo
O termo nocebo (‘’fazer mal’’, em latim) foi escolhido por Walter Kennedy, em 1961, a fim de nomear a contraparte de uma das mais recentes aplicações do termo placebo (‘’agradar’’ em latim); é sabido que o placebo é uma substância inerte que produz consequências desejáveis, benéficas, agradáveis, como resultado direto das crenças e esperanças do paciente.
Hoje, do mesmo jeito que o termo placebo é geralmente usado errado em trabalhos a fim de explicitar uma ‘’droga ativa’’, que produz um efeito desejado, previsível e intencional após uma experiência agradável ou desejável (por exemplo, analgesia), o termo nocebo também o é, sendo também previsível e intencional, porém com efeitos indesejados ou desagradáveis (por exemplo náuseas).
Houston pode ter sido o primeiro a ter falado da aplicação deliberada de um procedimento médico “placebo” prejudicial, distinto do normal, outros procedimentos “placebos” inofensivos, procedimentos que um médico pode aplicar e cuja "utilidade estava em relação direta com a fé que o médico tinha e a fé de que ele era capaz de inspirar em seus pacientes". Houston (1938, p.1418) escreveu:
... e enquanto a eficácia do procedimento placebo é sabida pelo médico, o procedimento placebo por si só já não é inofensivo, mas prejudicial, e por vezes, muito perigoso. Parece peculiarmente contraditório falar do placebo doloroso e perigoso, mas os homens são de tal modo peculiares que sentem a necessidade de medidas extremas,  urgentes e muitas vezes amedrontadoras. Pacientes nervosos, em particular, sentem que uma determinada posição e alívio são concedidos a seus males, quando medidas terapêuticas extremas são utilizadas."
Houston falou de três categorias diferentes significantemente de placebo (pp.1417-1418):
- a droga que o médico sabe ser inerte, mas que o paciente acredita ser potente.
- a droga que sabe-se ser potente tanto por médico quanto pelo paciente, mas que, em trabalhos posteriores provou ser totalmente inerte.
- a droga que acredita-se ser potente por ambos, mas atualmente é considerada perigosa e prejudicial.

O termo “resposta nocebo” significava originalmente uma injúria gerada por uma crença não intencional como resposta a um procedimento inerte.
Mas existe uma prática corrente de rotular drogas que apresentam respostas desagradáveis como “drogas nocebo”, significando que o termo “resposta nocebo” pode estar sendo usado para rotular um efeito intencional, gerado completamente por fármacos e extremamente previsível que foi gerado graças a administração de uma droga ativa (Nocebo).
Antropólogos usam o termo “ritual Nocebo” para descrever um procedimento, tratamento ou ritual que é realizado (ou a administração de um medicamento ou alguma erva) com intenção maliciosa, com contraste com o procedimento, tratamento ou ritual placebo  que é realizado com intuitos benéficos.

## O efeito nocebo
Devido ao significado original de “nocebo”, especialmente no que se refere à resposta do sujeito a uma droga inerte. O termo efeito nocebo pode realmente só se referir às consequências da aplicação de uma “droga nocebo” produtora de mal-estar (entretanto, o conceito de uma “droga produtora de mal-estar” ou “droga nocebo” é um conceito muito maior do que o de “resposta nocebo” ou “reação nocebo”).

## A resposta nocebo
No sentido mais estrito, uma “resposta nocebo” é onde os sintomas do paciente são piorados pela administração de um tratamento inerte, simulado  ou imitado, em um tratamento simulador, chamado de placebo.
De acordo com a sabedoria farmacológica corrente e o corrente entendimento de causa e efeito, um placebo contém nenhum agente (químico ou não) que poderia possivelmente causar qualquer piora observável nos sintomas dos pacientes. Além do mais, qualquer mudança da piora pode ser devida a algum fator interno do paciente.
A piora dos sintomas do paciente é uma consequência direta da sua exposição ao placebo, mas os sintomas não foram gerados quimicamente pelo placebo. Devido a esta geração de sintomas implicar em um complexo de atividades “internas do paciente”, nós não podemos nunca dizer os termos “efeitos nocebo”, que são relacionados ao tratamento,  onde o correto seria dizer “resposta nocebo”, relacionada ao paciente.
Embora alguns atribuem respostas nocebo (ou placebo) à credibilidade do paciente, não há evidências de uma resposta nocebo/placebo individual que se manifesta em um tratamento irá ser a mesma em outro tratamento, ou seja, não existe traço ou propensão de resposta nocebo/placebo fixas.
McGlashan, Evans & Orne (1969, p.319) não encontraram evidências do que eles chamaram de “personalidade placebo”. Também, em um estudo bem delineado, Lasagna, Mosteller, von Felsinger & Beecher (1954), descobriram que não existe um jeito de que qualquer pesquisador possa determinar, por teste ou entrevista, quais pacientes irão manifestar uma reação placebo e quais não.
Experimentos têm demonstrado que não existe relação entre uma suscetibilidade hipnótica mensurada individual e a manifestação de respostas placebo/nocebo.

## Por que uma resposta nocebo?
O termo “resposta nocebo” foi cunhado em 1961 por Walter Kennedy (hoje em dia ele usa o termo “reação nocebo”). Ele observou que outro significado, completamente diferente e sem relação, além de mais distante do termo placebo estava se tornando comum na literatura técnica e ao invés de uma resposta agradável, o paciente apresentava uma resposta simulada contrária.
Kennedy escolheu o termo em latim nocebo (“fazer mal”) devido a ser o oposto da palavra placebo (“agradar”), e usava-a a fim de descrever a contrapartida da resposta placebo: sabidamente, uma resposta desagradável na aplicação de algum tratamento simulado.
Kennedy enfatizou muito que este uso específico do termo nocebo não se referia a “ação iatrogênica das drogas”:  em outras palavras, de acordo com Kennedy, não havia nada parecido com o “efeito nocebo”, somente existiria uma resposta nocebo”. Ele insistiu que uma “reação nocebo” era ligada ao paciente, e foi enfático no uso do termo “reação nocebo” especialmente quando se queria falar sobre alguma “qualidade inerente ao paciente mais do que ao medicamento”.
Mais significante ainda, Kennedy também atestou que embora “ as reações nocebo ocorrem (nunca devem ser confundidas) como efeitos farmacêuticos verdadeiros, assim como o zumbido gerado pelo quinino. 
Esta evidência forte, clara e muito persuasiva de Kennedy foi a fim de deixar mais preciso seu discurso, afastando a ideia de que nocebo seria uma “resposta negativa com a administração de alguma droga”; e sim afirmando que era a contraparte da “resposta  placebo”, que seria gerada pelas expectativas positivas do paciente.
E finalmente, e de maneira definitiva, Kennedy não estava falando sobre uma droga ativa com respostas negativas previsíveis farmacologicamente, o que seria um efeito adverso, ou efeito colateral.

## Ambiguidade do uso médico
Em um artigo importante e recente, Stewart-Williams e Podd argumentam que o uso dos termos contrastantes “placebo” e nocebo” a fim de rotular agentes inertes que produzem alterações agradáveis, com melhora da saúde ou desagradáveis com piora da mesma é extremamente contraprodutivo. 
Por exemplo, o mesmo medicamento pode gerar analgesia e hiperalgesia, o primeiro seria um placebo e o segundo, um nocebo. 
Um segundo problema é que o mesmo efeito, como a imunossupressão pode ser muito desejável em um paciente com doença autoimune, mas muito indesejável para muitos pacientes. Daí, para os primeiros o efeito seria um placebo, e para os outros, nocebo.
Um terceiro problema é que o profissional que prescreve não sabe se o paciente em questão considera os efeitos que eles experimentará como desejáveis ou indesejáveis até um certo tempo de administração das drogas. 
Um quarto problema é que, em casos como este, os mesmos fenômenos são gerados em todos os pacientes, e estão sendo gerados pela mesma droga, que está agindo em todos os pacientes precisamente pelo mesmo mecanismo. Ainda, justamente por causa deste fenômeno em questão ter sido considerado subjetivamente para um grupo, mas não para outro, os fenômenos agora tem sido rotulados de duas maneiras exclusivas (placebo ou nocebo) e isso nos dá a falsa impressão de que a droga em questão produz dois fenômenos completamente diferentes.

## Ambiguidade do uso antropológico
Algumas pessoas mantém a crença em coisas malignas (por exemplo, a morte vodu em muitas culturas) e benignas (curas milagrosas).
Uma morte auto-infligida (devido a vodu, maldição ou olho gordo, etc.)  é uma forma extrema de uma síndrome específica de determinadas culturas ou doenças sociogênicas, que produz uma forma particular de distúrbio psicossomático ou psicofisiológico, o que resulta em uma morte psicogênica.
Existem muitos níveis de mortes psicogênicas auto-infringidas.
Rubel (1964) falou de síndromes “ligadas à cultura”, onde alguns membros de um grupo em particular clamam para que tenham algum tipo de diagnóstico, medidas preventivas e até mesmo cura de algumas doenças (p.268).
É importante distinguir estas mortes auto-infringidas de outras auto-impostas, como:
- as mortes auto-infligida no suicídio, eutanásia voluntária, ou a recusa de tratamento que tenha por intuito estender a vida;
- a morte auto-infligida “heróica”, do soldado que se joga em cima de uma granada a fim de salvar seus companheiros, ou o Capitão explorador do Ártico Lawrence Oates; ou
- a morte auto-infligida religiosa, a auto-imolação ou a morte voluntária dos monges (“morte religiosa voluntária”) de pessoas mais idosas, cujos religiosos as permitem morrer voluntariamente, em paz e vagarosamente por inanição.

Certos antropólogos, como Robert Hahn e Arthur Kleinman estenderam a distinção de nocebo/placebo a fim de permitir que esta distinção seja feita entre rituais, como curas religiosas, como as que são realizadas a fim de curar ou trazer algum benefício (placebo) e outros mais, das com o intuito de matar, trazer alguma injúria ou malefício (nocebo)
Como conclusão, estes dois antropólogos falam, em vários contextos, sobre nocebo e placebo o seguinte:
- estes procedimentos podem estar relacionados a respostas nocebo ou placebo (desagradáveis ou agradáveis)
- existem tipos de pacientes que podem ter respostas nocebo ou placebo
- as respostas estão relacionadas diretamente ao profissional que administra o tratamento, e seu intuito;
- intimamente relacionadas às crenças do próprio administrador.

Este tema pode ser ainda mais complexo terminologicamente; para Hahn e Kleinman, pode existir respostas paradoxais nocebo com rituais placebo(por exemplo o teste TGN1412  ), bem como respostas paradoxais placebo de rituais nocebo.
Com a experiência de tratar extensivamente neoplasias (incluindo mais de 1000 casos de melanoma, no Sydney Hospital, Milton (1973) atestou sobre o impacto de se falar um prognóstico, e quantos de seus pacientes, após recebê-lo, simplesmente deixaram de encarar a doença e morreram prematuramente: “...há um pequeno grupo de pacientes onde a notícia de perigo de morte é tão terrível que eles simplesmente não conseguem se ajustar, e morrer de maneira rápida, antes mesmo da malignidade da lesão ter desenvolvido causas para a morte. Este problema de morte auto-infringida é, de alguma forma, análogo à morte produzida por bruxaria em povos primitivos  (p.1435)